# Ceraia setifolia
Ceraia setifolia é uma espécie de orquídea de flores pequenas que duram muito pouco, mas que floresce diversas vezes ao ano, nativa da Tailândia, Borneu, Malásia e Sumatra.